# Круглянский
Круглянский — посёлок в Киреевском районе Тульской области России.
В рамках административно-территориального устройства входит в Большекалмыкский сельский округ Киреевского района, в рамках организации местного самоуправления включается в сельское поселение Бородинское.

## География
Расположен в 14 км к северо-западу от города Киреевска и в 23 км к юго-востоку от центра Тулы. 

## Население
| 2010 |
| ---- |
| 353  |